# Normalização de provas na dedução natural
Normalização de provas na dedução natural é o processo de eliminar possíveis redundâncias existentes numa árvore de prova criada a partir da Dedução natural, assim obtendo a dedução mais simples possível, o que chamamos de "prova direta" ou "prova normal".

## Introdução
Uma prova (ou dedução) de um argumento pode estar desnecessariamente longa, dada a existência de redundâncias em sua árvore sintática. Existem dois tipos de redundâncias:

Redundâncias do tipo ß: Uma regra de eliminação está sendo aplicada logo após a aplicação de uma regra de introdução do mesmo operador.

Redundâncias do tipo η: Uma regra de introdução está sendo aplicada logo após a aplicação de uma regra de eliminação do mesmo operador.

## Tipos de redundância
Sendo Σn  uma árvore de prova qualquer da dedução natural.

### ß - E
Ocorrem quando usa-se a regra de eliminação do E logo após a regra de introdução do mesmo.
```
Σ1       Σ2 
A        B
-----------  
   A

  

    

      

        
∧

      

    

    
{\displaystyle \land }

  

B                                    
   A                                                                               
   Σ3                                                                  
```

No exemplo acima, temos que a partir das árvores Σ1 chegamos em A e B, respectivamente. Com isso, usamos a introdução do E, e logo após a exclusão do mesmo para chegarmos novamente a A, assim criando uma redundância do tipo ß. 
Então, utilizamos a normalização do tipo ß para o operador E, que consiste em retirar da árvore sintática a introdução e a exclusão do E, eliminando assim a redundância, obtendo a seguinte prova normal:
```
Σ1
A
Σ3
```

### ß - OU
Ocorrem quando usa-se a regra de eliminação do OU logo após a regra de introdução do mesmo.
```
  Σ1
  A                                        
 A 

  

    

      

        
∨

      

    

    
{\displaystyle \lor }

  

 B         
---------
[A]   [B]                                                                           
Σ2     Σ3                                                                                     
 C      C 
--------                                      
   C                                           
   Σ4
```

No exemplo acima, chegamos em A a partir de Σ1 e aplicamos a regra de introdução do OU para chegarmos a A v B. Logo após é utilizada a regra de exclusão do OU para chegarmos em C, criando assim uma redundância do tipo ß.
Então, utilizamos a normalização do tipo ß para o operador OU, que consiste em retirar da árvore sintática a introdução e a exclusão do OU, assim eliminando a redundância e obtendo a seguinte prova normal:
```
Σ1
A
Σ2
C
Σ4 
```

### ß - Implica
Ocorrem quando usa-se a regra de eliminação do Implica logo após o a regra de introdução do mesmo.
```
             [A]
              Σ1
Σ2            B
            ------               
A            A → B
-------------------                                   
      B                                      
      Σ3 
```

No exemplo acima, temos a introdução de A->B, a dedução de A a partir da árvore Σ2, e a eliminação da implicação A->B, criando assim uma redundância do tipo ß.
Então, utilizamos a normalização do tipo ß para o operador Implica. Como já tínhamos A a partir de Σ2, e chegamos a partir de A em B a partir de Σ1, a hipótese de A é desnecessária. Então usamos a normalização tipo ß para o operador Implica, eliminando essa redundância e obtendo a seguinte prova normal:
```
Σ2
A
Σ1
B
Σ3
```

### η - E
Ocorrem quando usa-se a regra de introdução do E logo após a regra de eliminação do mesmo.
```
  Σ1               Σ1
A1 

  

    

      

        
∧

      

    

    
{\displaystyle \land }

  

 A2          A1 

  

    

      

        
∧

      

    

    
{\displaystyle \land }

  

 A2
---------       ---------
  A1               A2                  
------------------------
        A1 

  

    

      

        
∧

      

    

    
{\displaystyle \land }

  

 A2                                        
          Σ2
```

No exemplo acima, vemos que A1 e A2 foram extraídos de A1 ^ A2 por meio de uma eliminação para, a partir de ambos, concluir-se Σ2. Não era necessário ocorrer nenhuma das eliminações, já que Σ2 foi provado a partir da veracidade simultânea de  A1 e A2, ou seja, A1 ^ A2. Logo, ocorreu a eliminação do E logo após a sua introdução, gerando assim uma redundância. Então aplicamos a normalização η do operador E, chegando assim a seguinte prova normal:
```
Σ1
A1 

  

    

      

        
∧

      

    

    
{\displaystyle \land }

  

 A2
Σ2
```

### η - Ou
Ocorrem quando usa-se a regra de introdução do Ou logo após a regra de eliminação do mesmo.
```
     Σ1
   A1 

  

    

      

        
∨

      

    

    
{\displaystyle \lor }

  

 A2
 ------------
 [A1]     [A2]          
A1 

  

    

      

        
∨

      

    

    
{\displaystyle \lor }

  

 A2  A1 

  

    

      

        
∨

      

    

    
{\displaystyle \lor }

  

 A2                       
------------------                            
    A1 

  

    

      

        
∨

      

    

    
{\displaystyle \lor }

  

 A2
      Σ2
```

No exemplo acima eliminamos o OU (A1 v A2) para chegarmos a [A1] e [A2], para então introduzirmos o mesmo A1 v A2 na hora de fecharmos a hipótese, gerando assim uma redundância.
Então, temos que executar uma normalização do tipo η do operador Ou, para chegarmos a seguinte prova normal: 
```
  Σ1
A1 

  

    

      

        
∨

      

    

    
{\displaystyle \lor }

  

 A2
  Σ2
```

### η - Implica
Ocorrem quando usa-se a regra de introdução do Implica logo após a regra de eliminação do mesmo.
```
         Σ1
[A]     A → B
-------------
      B      
-------------           
    A → B                                       
     Σ2
```

No exemplo acima, B é extraído de A → B com o uso da suposição de A, para depois incluirmos A → B novamente e chegarmos a Σ2. Ou seja, geramos uma redundância, visto que o Implica foi eliminado desnecessariamente, pois a partir dessa eliminação chegamos em B, que foi usado para introduzirmos novamente o Implica.
Então, usamos a normalização do tipo η do Implica, para chegarmos a seguinte forma normal:
```
  Σ1
A → B
  Σ2
```

## Fórmula máxima
Seja Σ uma árvore de prova que contêm redundâncias do tipo ß. Assim sendo, Σ contêm uma fórmula φ que é:
```
      - O resultado de uma regra de introdução
      - A maior premissa de uma regra de eliminação
```

A φ damos o nome de fórmula máxima.

## Procedimento de normalização de provas
Seja Σ uma árvore de prova que não está na forma normal (ou seja, contêm redundâncias), então:

1)Escolha a maior fórmula máxima e aplique a normalização do tipo ß correspondente ali.
2)Enquanto houver fórmulas máximas, continue executando o passo 1.
O resultado poderá conter redundâncias do tipo η. Nesse caso, basta aplicar as normalizações do tipo η para chegar-se à forma normal.

## Teorema da existência da forma normal (ou teorema da normalização fraca)
O procedimento de normalização termina produzindo uma prova na forma normal. Ou seja, para quaisquer Γ e φ, se Γ ╞ φ, então existe uma dedução normal de φ a partir de Γ.

## Teorema da unicidade da forma normal
A forma normal de uma prova Σ, que possui apenas redundâncias dos operadores de implicação e conjunção, é única, independente da ordem de aplicação das regras de redução.

## Teorema da normalização forte
Qualquer que seja a ordem da aplicação das regras de redução irá levar a uma forma normal da árvore de dedução.